# Russisk flyterror i august 2004
Russisk flyterror i august 2004 var terrorangreb om bord på to russiske indenrigspassagerfly, omkring kl. 23:00 24. august 2004. Begge fly var fløjet ud fra Moskva-Domodedovo Lufthavn i Moskva. I de to fly blev henholdsvis 43 og 54 passagerne og besætning dræbt. Terrorangrebne kom som det første på en række på tre terrorangreb i løbet af ugen – alle med forbindelse til tjetjenske terrorister med tilknytning til Sjamil Basajev; Terrorangrebet i Rizhskaja (8 døde) og Terrorangrebet i Beslan (344+ døde).

## Fly

### Volga-Aviaexpress Flight 1303
Det første fly til at styrte ned var et 1977-bygget Tupolev Tu-134 jet fra Volga-Aviaexpress med registreringsnummeret RA-65080. Flyet fra på vej fra Moskva til Volgograd. Det havde lettet fra Moskvas Domodedovo internationale lufthavn kl. 22:30. Kommunikation med flyet blev abrupt afbrudt kl. 22:56, mens flyet var i en højde af 9,5 km over Tula oblast, 180 km sydøst for Moskva. Vidner på jorden observerede en stor eksplosion før flyet styrtede ned. Resterne af flyet blev fundet nogle timer senere. Om bord havde været 34 passagerer og 9 besætningsmedlemmer som alle blev dræbt. Flyet blev sprængt i luften af en 27-årig kvindelig tjetjensk selvmordsterrorist (shahidka) ved navn Aminat (Amanta) Nagajeva (russisk: Аминат (Аманта) Нагаева), født i 1974.

### Sibir Airlines Flight 1047
Få minutter efter Volga-Aviaexpress katastrofen eksploderede et 1982-bygget Tupolev Tu-154 jet fra Sibir Airlines med registreringsnummeret RA-85556. Flyet fra på vej fra Moskva til Sochi ved Sortehavet. Det havde lettet fra Moskvas Domodedovo internationale lufthavn kl. 21:35. Kommunikation med flyet blev abrupt afbrudt kl. 22:59, mens flyet var over byen Glubokoye, Rostov oblast. Nogle tidlige rapporter sagde at flyet kort før det forsvandt havde et udsendt en hijack-advarsel – senere undersøgelser viste dog at dette havde været et resultat af skader påført de elektriske netværk i forbindelse med eksplosionerne. Resterne af flyet blev fundet næste morgen den 25. august 2004. Om bord havde været 38 passagerer og 8 besætningsmedlemmer som alle blev dræbt. Flyet blev sprængt i luften af en kvindelig tjetjensk selvmordsterrorist ved navn Satsita Dzhebirkhanova (russisk: С. Джебирханова.) med bopæl i Grosnij.

## Undersøgelser og ansvar
De to næsten samtidige flykatastrofer og at flystumperne var spredt over sådan et stort område udløste straks mistanke om terrorisme. Præsident Vladimir Putin beordrede FSB til at undersøge flystyrtene. Den 28. august meddelte FSB at de havde fundet spor af sprængstoffet RDX (også kaldet "hexogen") i resterne af begge fly. Sprængstoffet var magen til det brugt i rækken af tidligere terrorangreb mod nogle boligkomplekser i Moskva og Volgodonsk. Den 30. august 2004 meddelte nyhedsbureauet Itar-Tass at FSB havde fastlagt "uden skyggen af tvivl" at der var tale om terroristangreb.
Noget overraskkende var den første gruppe til at tage ansvar for terrorangrebet en lidet kendt arabisk gruppe der kalder sig selv Islambouli Brigades. De påtog sig på samme tid ansvaret for terrorangrebet i Avtozavodskaja (41 døde). I et kommunike på deres hjemmeside skrev de at det blot var den første i en "serie af andre angreb" for a skabe "en bølge af støtte og hjælp til vores muslimske brødre i Tjetjenien og andre undertrykte regioner der lider under russiske hedenskab.". Rigtigheden af påstanden om deres del i angrebet er imidlertid noget tvivlsomt. Islambouli Brigades skrev videre i beskeden at fem af deres medlemmer havde deltaget i hver fly (ti i alt); eksperter er yderst skeptiske for om det ville være muligt (eller nødvendigt) at så mange terrorister kunne komme om bord på flyene. De fremskaffede heller aldrig et lovet testamente (en "martyrvideooptagelse") fra selvmordsterroristerne.
Den 17. september 2004 påtog Sjamil Basajev sig ansvaret i et åbent brev sendt til den omstridte tjetjenske separatisthjemmeside Kavkazcenter. Han skrev at angrebne havde kostet ham €3,300 og afviste Islambouli Brigades påstande.
Efterfølgende undersøgelser ledte til identiteten på de to tjetjenske selvmordsterrorister; Satsita Dzhebirkhanova og Amanta Nagajeva. Mistanken blev i første omgang udløst af at de var de to eneste passagerer som ingen pårørende tilsyneladende efterspurgte. De havde været veninder og var blevet set rejse sammen fra Dagestan den 22. august. De var blevet fulgt på vej af to andre kvindelige tjetjenere; Amantas søster Rose Nagajeva og Mariyam Taburova. Hvilke ledte til spekulationer om at i virkeligheden fire fly skulle have været angrebet. Rose Nagajeva blev senere fejlagtigt sat i forbindelse med terrorangrebet i Rizhskaja og senere identificeret som en af terroristerne involveret i terrorangrebet i Beslan hvor hun døde.

## Efterspil
På dagen var selvmordsbomberne blevet stoppet i lufthaven af en politikaptajn ved navn Mikhail Artamonov (Михаилу Артамонову) som skulle undersøge dem for våben og identifikation. De var fløjet ind fra Makhachkala i Dagestan. Ifølge anklageren i en senere retssag, lod Artamonov dem gå igennem uden at undersøge dem og krævede dommeren at idømme ham seks år for kriminel forsømmelighed. Den 30. juni 2005 blev han idømt 7 års fængsel for forsømmelighed. Artamonov appellerede dommen og en højre domstol reducerede dommen fra 7 til 6 år.
Efter at Mikhail Artamonov havde ladet dem passere, stoppede kvinderne for at købe billetter ved billetsælger Armen Aratyunyan. Uden brugbart ID bestak de Aratyunyan med €140 til at sælge dem billetter uden ID. Sælgeren hjalp dem også Dzhebirkhanova til at bestikke Nikolai Korenkov med €25. Han havde som job at tjekke billetterne ved indgangen til flyene. Den 15. april 2005 blev Aratyunyan og Korenkov idømt 1,5 års fængsel.